# 남부의 환대
남부의 환대(南部- 歡待, 영어: southern hospitality)는 미국 남부의 문화적 고정관념을 설명하기 위해 미국 영어에서 사용되는 문구로, 일반적으로 주민들이 자신의 집이나 남부를 찾아온 손님에게 친절함, 따뜻함, 환영하는 태도를 보이는 개념을 일컫는다.

## 근원
각계각층의 남부인들은 수세기 동안 친절한 것으로 인식되어 왔지만, 작가 앤서니 셰시울(Anthony Szczesiul)과 같은 일부는 남부의 환대가 "처음에는 남북 전쟁 이전의 농장주 계급 사이에서 좁게 정의된 사회적 관행의 집합체로 존재했다"고 주장한다.
그러나 시간이 지나면서 이 개념은 "농장주 계급의 이미지를 훨씬 뛰어넘는 담론으로 발전했으며", 남부의 환대 원칙은 결국 비농장주 계급과 남부 아프리카계 미국인에게도 채택되었고, 남부 밖의 아프리카계 미국인 관광객에게 남부의 목적지를 광고하는 데에 사용되는 자료로 통합되었다. 남부의 환대 개념은 또한 이 지역의 종교적 신념이 반영되어 있다. 낯선 사람에게 친절해야 한다는 생각은 선한 사마리아인과 같은 성경의 비유에서 나온 것이다. 초기 여행 작가인 어니스트 햄린 애벗(Ernest Hamlin Abbott)은 1902년에 "남부에서 종교적 의식이 다른 어떤 것들과 마찬가지로 가정의 환대에 자연스럽게 포함되는 것처럼, 반대로 남부의 환대도 교회 예배의 필수적인 부분"이라고 서술하였다.

## 특징
1835년에 제이콥 애벗(Jacob Abbott)은 남부인들이 낯선 사람들에게 기꺼이 베풀려는 의지가 있다는 점을 고려할 때, 남부의 선술집의 질이 좋지 않은 것은 그 장소에 대한 필요성이 부족하기 때문이라며 남부의 환대의 몇가지 특징을 설명하였다. 애벗은 다음과 같이 썼다.
남부 사람들의 환대가 너무 넘쳐나서 선술집은 거의 유지되지 못한다. 신사의 옷차림과 매너를 갖춘 여행자라면 어느 집에서나 환영을 받는다. 한 낯선 사람이 말을 타고 버지니아나 캐롤라이나를 지나고 있다. 정오이다. 그에게 길에서 조금 떨어진 곳에 나무들로 둘러싸인 농장이 보인다. 그는 주저하지 않고 문을 향해 달려간다. 집 주인은 그가 오는 것을 보고 계단에서 준비한다.

애벗은 또한 그 집의 가장 좋은 물품들을 방문객이 자유롭게 사용할 수 있다고 설명한다. 또한 애벗은 다음과 같이 설명한다.
남부 신사는 손님을 행복하게 만드는 특별한 재주가 있기 때문에 대화는 즐겁게 흘러간다. 정찬 후에는 오후와 밤까지 지내다 가라는 권유를 받는데, 만약 당신이 매너와 정보에 있어서 신사라면, 당신의 주인은 당신이 응하는 것에 대해 실제로 매우 기쁨을 느낄 것이다. 
이것이 남부의 환대의 특징이다.

최근에 타라 맥퍼슨(Tara McPherson)은 "전통과 예절"을 "남부를 하나로 묶어주는 접착제로, 다른 지역과 구별되는 것"으로 표현하면서 다음과 같이 말하였다.
| “ | 이것은 많은 관광 명소들에 의해 자본화된 "유명한" 남부의 환대와 연결된 친숙한 만트라이다... 옛 남부의 "장엄함"에 대한 현대적 매력은 특정한 품위 감각에 의존하며, 이 남부다움의 우아한 미장센은 달빛, 목련, 그리고 매너의 신중하게 조작된 무대 세트를 통하여 구성된다. 백인 남부인들은 흔히 외모를 유지하는 것의 중요성을 강조한다. 예를 들어, 인기 작가 셜리 애벗(Shirley Abbot)은 그녀의 《여자들: 남부에서 자라기》(Womenfolks: Growing Up Down South)에서 남부 환대에 내재된 "자연적인 연극성"을 설명한다. 그것은 "아무리 성격과 목적이 투명해 보일지라도, 영원히 계속될 것 같은 예의범절의 희극에서 특별한 역할을 맡는 재능"을 요구한다. 이러한 일정 수준의 투명성에도 불구하고 평온함의 분위기를 유지한다는 것은 남부의 환대가 물질적 효과가 있는 강력한 것이지만 공연이고, 가장무도회이며, 합의된 사회적 허구임을 시사한다. | ” |

음식은 남부의 환대에서 큰 비중을 차지하며, 이 개념의 큰 구성 요소는 방문객에게 남부 요리를 제공하는 것이다. 케이크나 기타 별미는 종종 새로운 이웃을 방문할 때 가져가는 소개의 메커니즘으로 사용된다. 많은 클럽과 교회 행사에는 식사 또는 최소한 디저트와 음료가 포함된다. 남부의 교회에는 이러한 전통을 수용하기 위해 대형 상업용 주방을 갖추고 있는 경우가 많지만, 많은 "친교 만찬"(fellowship suppers)은 "커버드 디시"(covered dish)로, 참석하는 모든 사람이 각자 요리를 가지고 오는 것이다. 그러나 새로 온 사람이 요리 없이 도착하더라도 환영 받는 기분이 들고 넉넉한 대접을 받을 것이다. 누군가 죽거나 중병에 들게 되면 일반적으로 이웃, 친구, 교인들이 일정 애도 기간 동안 가족에게 음식을 가져온다. 많은 요리책에서 이 개념을 발전시키는 요리법을 제공한다.